# 新地蔵所
新地蔵所（しんちくらしょ）は、江戸時代に長崎の新地町に造られた貨物倉庫である。新地土蔵とも呼ばれ、唐人は貨庫と呼んだ。

## 概要
元禄11年（1698年）4月23日に後興善町から出火した火災により、当時長崎に入港していた唐船20隻分の荷物を収納していた樺島町（椛島町）の土蔵が全焼した。
そのため、浜町の海岸沿いを埋め立てて人工島を築造し、そこに唐船専用の貨物を納める倉庫を建造することになった。翌12年（1699年）土蔵持ち39人の申請により着工し、その間唐人の荷物は梅ヶ崎築地の土蔵を借りて収納した。同15年（1702年）に倉庫が完成し、梅ヶ崎の土蔵に収納された荷物はここに移された。普請費用の銀440貫のうち200貫は幕府からの借り入れ金であった。
島の構内は土塀で囲まれていて、出入り口は東側の正門と南東側の南門の2ヶ所。正門は新地橋で西浜町と、南門は石橋で広馬場や唐人屋敷とそれぞれ結ばれていた。東西70間・南北50間で総面積3,500坪。土蔵12棟（蔵は各5棟で計60棟）で、唐船の荷物蔵41戸の他に、回銅入れ蔵、囲米蔵、海産物蔵、長崎会所荷蔵、籾米蔵があった。その他にも表門、長屋、水門、土神祠、高札、検視場、荷役場、役人詰所があった。荷役場と改場は、水門に各1棟ずつ併設された。
前面の梅ヶ崎に唐船居場（修理場）があり、港に入った唐船が丸荷役を終えると、唐人は唐人屋敷に移り、唐船は居場に停泊させた。新地前には俵物役所が置かれ、中国向け輸出の俵物の買集所とされた。
宝永3年（1706年）、長崎奉行付普請方の普請場となり、同5年（1708年）に抜け荷対策として新地を含め長崎湊内6ヶ所に湊御番所が新設された。明和2年（1765年）、浜町側にあった長崎会所・唐通事・唐人屋敷乙名などの諸役人の詰所が南門付近に移された。寛政12年（1800年）には囲米籾蔵が西浜町から移転した。
土蔵は後に75棟となり、天保14年（1843年）当時は唐荷物蔵35、銅蔵4、御蔵16、俵物昆布蔵5、長崎会所請込物蔵5、御囲籾米蔵8などがあった。
「仲宿」と呼ばれる長屋が近くに設置されており、輸入品を鑑定する目利や監督である町年寄がそこで仕事をしていた。
倉庫所持者のうち、3名は新地頭人、他は蔵主と称された。

## 開国後
安政の開国に伴い、外国人居留地が造られたため、慶応元年（1865年）に新地頭人や蔵主達は新地を献納し、以後新地は官有地となり、居留地に編入された。明治2年（1869年）以降に埋め立てが行われ、現在は長崎の中華街となっている。